# 尼达达沃莱
尼达达沃莱（Nidadavole），是印度安得拉邦West Godavari县的一个城镇。总人口43211（2001年）。

## 人口
该地2001年总人口43211人，其中男性21231人，女性21980人；0—6岁人口4778人，其中男2337人，女2441人；识字率71.93%，其中男性为75.55%，女性为68.44%。